# جيرد أجيتوفيتش
جيرد أجيتوفيتش (مواليد 28 فبراير 1981) هو ملاكم صربي، مثّل بلاده في الألعاب الأولمبية الصيفية 2000.

## روابط خارجية
جيرد أجيتوفيتش على موقع بوكس ريك (الإنجليزية) (registration required)
- جيرد أجيتوفيتش على موقع أوليمبيديا (الإنجليزية)